# Profesor Lazhar
Profesor Lazhar (Monsieur Lazhar en francés) es una película canadiense de 2011 dirigida y escrita por Philippe Falardeau, basada en la obra Bashir Lazhar de Évelyne de la Chenelière. La película fue nominada a mejor película de habla no inglesa en los premios Óscar de 2011.

## Argumento
En Montreal, una maestra de primaria se suicida en su salón de clase durante el recreo. Bachir Lazhar, un inmigrante argelino reciente, ofrece sus servicios para reemplazarla, alegando haber enseñado en su país natal. Desesperada por ocupar la vacante, la directora Vaillancourt, le toma la palabra y le da el trabajo. Llega a conocer a sus alumnos a pesar de la evidente brecha cultural y de su dificultad para adaptarse a las limitaciones del sistema escolar canadiense.
Mientras los niños intentan superar el suicidio de su ex maestra, nadie en la escuela conoce el doloroso pasado de Bachir ni su precaria condición de refugiado. Su esposa, que era maestra y escritora, murió junto con la hija y el hijo de la pareja en un ataque incendiario tras la publicación de un libro que denunciaba varios crímenes. La película continúa explorando las relaciones de Bachir con los estudiantes y el personal docente, y cómo los estudiantes afrontan el suicidio de su ex maestra. Una estudiante, Alice, escribe una tarea sobre la muerte de su maestra, revelando el profundo dolor y confusión que sienten cada uno de los estudiantes.
Bachir finalmente llega a ser amado y respetado por los estudiantes a los que enseña, pero la muerte de la maestra todavía persigue a los estudiantes. Durante un baile escolar, un estudiante llamado Simon tiene una foto de su antigua maestra. Se revela que trató de meterla en problemas después de que ella trató de ayudarlo con sus problemas familiares. Bachir finalmente logra que los estudiantes se sinceren sobre la muerte, especialmente Simon, quien se culpa a sí mismo por causar el suicidio de la maestra. Finalmente, algunos padres descubren que Bachir no tiene calificación para enseñar; pues anteriormente había dirigido un restaurante. La directora lo despide de la escuela, pero lo autoriza a poder enseñar un día más, pues en palabras de Lazhar, la antigua maestra nunca pudo despedirse de sus estudiantes.
En su último día, Bachir hace que sus estudiantes corrijan una fábula que escribió, una metáfora de su trágica vida pasada en Argelia. Antes de irse, una de sus alumnas, Alice (a quien le decía a su madre que era su favorita), le da un abrazo entre lágrimas como despedida.

## Reparto
- Mohamed Fellag como Bachir Lazhar.
- Sophie Nélisse como Alice, la alumna preferida.
- Émilien Néron como Simon, el alumno "fotógrafo".
- Danielle Proulx como Madame Vaillancourt, la directora del colegio.
- Brigitte Poupart como Claire Lajoie, profesora del colegio.
- Marie-Ève Beauregard como Marie-Frédérique.
- Évelyne de la Chenelière como la madre de Alice.
- Vincent Millard como Victor.
- Francine Ruel como Madame Dumas.
- Jules Philip como Gaston.
- Daniel Gadouas como M. Gilbert Danis
- Louis Champagne como el conserje.
- Seddik Benslimane como Abdelmalek.
- Sophie Sanscartier como Audrée.
- André Robitaille como el comisario.

## Producción
El material original de Bachir Lazhar es una obra de un solo personaje, lo que hizo que fuera un desafío adaptarla para la gran pantalla. Sin embargo, los productores Luc Dery y Kim McCraw asistieron a una actuación con el director Philippe Falardeau, y Falardeau expresó su entusiasmo por hacer una versión cinematográfica. La autora de Bachir Lazhar, Évelyne de la Chenelière, sugirió a Falardeau que eligiera al comediante Mohamed Fellag como protagonista, y Falardeau aprendió a contactar a Fellag investigando los videos de YouTube del comediante. Falardeau dijo que consultaba continuamente a De la Chenelière, lo que le permitía revisar los borradores del guion.
Se filmó en Le Plateau-Mont-Royal, Montreal. en 28 días de rodaje, tiempo promedio para filmar una película en Quebec. El rodaje principal ocurrió en el verano para que la producción pudiera utilizar la escuela y así no se interrumpiera la educación de los actores infantiles. Cuatro de los días de rodaje ocurrieron en invierno. La actriz infantil Sophie Nélisse cumplió 10 años poco antes de que comenzara el rodaje.

## Palmarés cinematográfico
Premios Óscar 2011
- Nominado a Mejor película extranjera de habla no inglesa

Otros premios
- Festival de Locarno 2011: premio del público y premio de la crítica otorgado por los periodistas de Variety.
- Festival de Toronto 2011: mejor película canadiense..
- Festival Internacional del Cine Francófono de Namur 2011: premio Especial del Jurado y premio del Público.
- Festival de Cine Internacional en Abitibi-Témiscamingue 2011: gran premio Hydro-Québec y premio Comunicación y Sociedad.
- Festival de Cine Francófono en Acadia 2011: La vague de coup de cœur.
- Semana Internacional de Cine de Valladolid 2011: Mejor guion, Premio de la Crítica Internacional y Mención especial Diversidad Cultural.